# Mordella latefasciata
Mordella latefasciata es un insecto de la especie de coleóptero de la familia Mordellidae.

## Distribución geográfica
Habita en Madagascar.